# Bakırpınar, Kadınhanı
Bakırpınar là một xã thuộc huyện Kadınhanı, tỉnh Konya, Thổ Nhĩ Kỳ. Dân số thời điểm năm 2011 là 64 người.